# Rafael Vaz
Rafael Vaz dos Santos (Caieiras, Brasil, 17 de septiembre de 1988), más conocido como Rafael Vaz, es un futbolista brasileño. Juega como defensa y su equipo es el Avaí F. C. del Campeonato Brasileño de Serie A.

## Clubes
| Club                            | País   | Año       |
| ------------------------------- | ------ | --------- |
| S. E. Palmeiras                 | Brasil | 2007      |
| C. A. Votupornoranguense        | Brasil | 2008-2010 |
| Paraná Clube                    | Brasil | 2011      |
| Vila Nova F. C.                 | Brasil | 2012      |
| Ceará S. C.                     | Brasil | 2013      |
| C. R. Vasco da Gama             | Brasil | 2013-2016 |
| C. R. Flamengo                  | Brasil | 2016-2018 |
| → Universidad de Chile (cedido) | Chile  | 2018      |
| Goiás E. C.                     | Brasil | 2019-2020 |
| Al-Khor S. C.                   | Catar  | 2020-2022 |
| Avaí F. C.                      | Brasil | 2022-     |

## Palmarés

### Títulos regionales
| Título              | Club                | País   | Año  |
| ------------------- | ------------------- | ------ | ---- |
| Campeonato Cearense | Ceará S. C.         | Brasil | 2013 |
| Campeonato Carioca  | C. R. Vasco da Gama | Brasil | 2015 |
| Campeonato Carioca  | C. R. Vasco da Gama | Brasil | 2016 |
| Taça Guanabara      | C. R. Vasco da Gama | Brasil | 2016 |
| Campeonato Carioca  | C. R. Flamengo      | Brasil | 2017 |